# Antoni Puig (capellà)
Antoni Puig i Duran (1721-1805) fou un sacerdot andorrà, natural d'Escaldes, que entre l'any 1759 i 1764 va escriure el Politar Andorrà, una còpia amb algunes modificacions del Manual Digest, obra d'Antoni Fiter i Rossell. Del Politar hi ha dues versions, una resumida i una de completa, aquesta darrera és la que es va conservar a la Casa de la Vall.
No se sap gaire sobre la seva vida. Era fill de paraires i teixidors de llana que disposaven d'un molí per batanar. Tenia el privilegi dels altars de Sant Jaume i Santa Anna. La seva família va fundar un patronat laical amb l'obligació d'ensenyar «a llegir, escriure i explicar la doctrina cristiana als joves d'Escaldes». Una tasca que sempre va omplir amb responsabilitat, segons els informes dels visitador bisbal de l'època.